# WHITE ALBUM2
『WHITE ALBUM2』（ホワイトアルバムツー）は、LeafのWindows用18禁恋愛アドベンチャーゲームであり、『WHITE ALBUM』（1998年5月1日発売）の続編である。丸戸史明の企画持ち込みから始まった作品で、前作の約10年後を舞台としており、前作に登場した曲やBGMが多数使われているが、『WHITE ALBUM』のテレビアニメ版やPS3版を含めストーリー上の直接の繋がりはなく、作中で同一世界であることを示す人名や曲名が挙げられる程度である。『introductory chapter』（序章）とその約3年後を描く『closing chapter』（終章）、更にその約2年後『coda』（最終章）の3部作で構成されている。『coda』は隠しルートであり、公式サイトや広報などでは2部作としてアナウンスされていた。
2013年10月から12月までの間、同名のテレビアニメが放送された。

## リリース
2010年3月26日に第1部である『WHITE ALBUM2 -introductory chapter-』（以降、『序章』）が発売された。第2部『WHITE ALBUM2 -closing chapter-』（以降、『終章』）の発売は当初2010年冬発売を予定していたが延期され、2011年12月22日となった。
2012年12月20日にはこの2作を収録したPS3移植版である『WHITE ALBUM2 幸せの向こう側』が発売された。
また、PS3版をベースにし、新しい機能をいくつか追加したPS Vita版が11月28日に発売された。
2014年末には、ラジオCDやコンサートBDの購入者特典として、ゲーム本編のアフターエピソードが収録された『WHITE ALBUM2 ミニアフターストーリー』が、応募者全員プレゼントとして制作、配布された（Windows版のみ、全年齢対象）。かずさシナリオのエピローグ『幸せへと戻る道』、雪菜シナリオのエピローグ『幸せへと進む道』が収録されている。
2018年2月14日には序章と終章、そして特典DISCとしてPS3版に追加されていたエクストラエピソード「不倶戴天の君へ」、前述の「ミニアフターストーリー」、全てのドラマCD（ボイスノベル）・短編小説（デジタルノベル）と、終章のソフマップ特典だった「幸せの日～ベッドの上の物語～」に収録されていたシステムボイス群などが収録され、完全版とも言える内容の「WHITE ALBUM2 EXTENDED EDITION」が発売された。対応OSはWindows 7/8.1/10である。

## 移植版

### PlayStation 3版
2012年12月20日に発売されたPS3移植版『WHITE ALBUM2 幸せの向こう側』では、以下の変更が行われた。
- 『introductory chapter』『closing chapter』の統合
- CERO Dレーティングにあわせたシナリオのリファイン
- 新規アニメーションオープニング追加
- 新規CGの追加
- モーションポートレートによる、立ち絵のアニメーション
- 過去に発売・公開された『WHITE ALBUM2』の小説およびドラマCDを「デジタルノベル」「ボイスノベル」として収録
- 新規BGMの追加
- エクストラエピソードの追加

### PlayStation Vita版
2013年11月28日に発売されたPS Vita移植版（アップデートによりVita TVでも動作可能）。内容は基本的にPS3版と同じだが、以下の違いがある。
- モーションポートレートの不採用
- ユーザーからのアンケートを元にした情報による“名場面”が近づいたことを示す“名場面マーカー”を表示することが可能
- PS3版と同じ画面構成のほか、文章を画面全体に表示したり、キャラクターの立ち絵を非表示にしたりと変更することができる“ノベルモード”の設定が可能

## ストーリー
『introductory chapter』
舞台は2007年秋の東京都。峰城大付属3年生の北原春希は学園生時代の思い出を作るため、軽音楽同好会へ加入し、学園祭でステージに立とうと思うが、本番を待たずしてバンド自体がメンバー間の痴情のもつれから崩壊してしまった。学園祭に参加することを諦められない春希はメンバー集めを開始、屋上で歌っていた学園のアイドル小木曽雪菜を勧誘することに成功する。更に、クラスの問題児冬馬かずさがピアノの天才であることをつきとめ、紆余曲折の末に彼女をメンバーに迎えることに成功する。バンド再結成から本番まで時間も無くバラバラだった3人だが、練習などを通じて結束を深め、結果として学園祭のステージは大成功を収めた。しかし、3人の想いはステージ終了後から少しずつすれ違いを始める。
雪菜は学園祭のステージ終了後春希に告白するが、彼女はもともとかずさと春希が実際には相思相愛だということに気づいていた。だがふたりがつきあったら自分が孤独になってしまうと恐れ、かずさに先んじて行動したのだった。一方雪菜は、かずさにも自分の友人であり続けることを求めるが、付き合い始めた春希と雪菜を見るかずさは次第に心理的に追いつめられて春希を避けるようになり、春希もそんなかずさをどんどん気にするようになっていく。そしてかずさが未練を断ち切るためオーストリアに音楽留学するつもりであることを知ると、とうとう感情を爆発させ、二人は一夜を共にする。だが雪菜は春希もかずさも責めず、自分の行動が招いた結果だとして、かずさが日本から出発するのを見送るため春希を連れて空港まで共に行く。そこでの春希とかずさの劇的な再会と別れを見て、雪菜は自分たちの関係が完全に崩壊したことを悟る。
『closing chapter』
2010年、かずさとの別れから3度目の冬が訪れた。峰城大学3年生となった春希は雪菜と疎遠になり、恋人とも友人とも言いきれない曖昧な関係を続けてきた。かずさは遠く欧州の地でピアニストへの道を歩み、春希はギターをやめて自分を追いつめるように学業とアルバイトに没頭し、雪菜は歌を忘れた。春希の傍にいる女性は雪菜ではなく、3年生になって春希が政経学部から文学部へ転部してからの気の置けない友人、和泉千晶に変わってしまっている。一方、高校時代からの友人である飯塚武也、水沢依緒との関係は続いており、ふたりはかずさのことは忘れて復縁するよう春希と雪菜のために度々動いていたが、うまくいっていなかった。
そんなある日、春希はバイト先の出版社の上司である風岡麻理の指示でかずさの特集記事を書くことになった。これが転じて春希と雪菜に復縁の機会が訪れる。また、とある一件から出会った、高校の後輩であると同時にファミレスバイトの後輩でもある杉浦小春とは衝突を繰り返しつつも、春希と雪菜の事情を知られたことで復縁の協力を半ば強引に約束される。おせっかいな周囲に後押しされながらも関係修復を探りあう二人。しかしいざ結ばれようとしたその時、春希は雪菜に未だかずさとの傷が癒えていないことを思い知らされ、拒絶されてしまう。 その後の春希と雪菜、そして千晶、麻里、小春との関係が描かれていく。
『coda』
2012年、『終章』で雪菜と結ばれてから2年後のクリスマスイブ。学生時代からアルバイトしていた出版社に入社した後、雪菜との交際を順調に続けて婚約目前までこぎ付けていた春希はストラスブールへの取材旅行中に、ピアニストとして注目を集めつつあったかずさと運命的な再会を果たしてしまう。その後、かずさは日本公演のため帰国することになるが、かずさの母・冬馬曜子の画策により、かずさの密着取材記事を春希が担当することになって、さらに春希が住むマンションの隣の部屋を、かずさが在日中の滞在場所とすることになった。こうして春希は決別したはずのかずさと、半同棲のような生活を送ることになる。それは、かずさへの愛情を揺り起こすのに十分な日々であった。春希は雪菜にかずさのことを言い出せず、雪菜も薄々かずさの存在に気づくが追求できない。そして曜子がこのような行動を取ったのは、ヨーロッパにいてもずっと春希のことを忘れられなかったかずさの感情に決着をつけさせるためであるのと同時に、白血病を患った自分はもう長くかずさについてやれないと考え、春希に振ってもらってかずさを自立させる、あるいは春希に託すという二択を迫る“劇薬”としての処置だった。その事情を知った春希は、さらにかずさへの想いと、雪菜を愛する心との葛藤に苛まれていく。

## 登場キャラクター
記載されている声優名はドラマCD版・PS3版・テレビアニメ版・PS Vita版。PC版は非公開。

### メインキャラクター
北原 春希（きたはら はるき）
声 - 水島大宙
- 誕生日：1989年4月3日

『introductory chapter』
峰城大付属3年E組。軽音楽同好会に助っ人として所属し、ギター担当ではあるものの、経験は1年未満で、あまり上手ではない。
良く言えば面倒見が良く、悪く言えば仕切り屋で、説教屋。行動も模範的で成績もトップクラスと典型的な委員長タイプである。実際に、3年E組の前期クラス委員長であり、委員長を辞めた後も、まとめ役として助っ人をよく任されて頼られている。だが、冗談や洒落が通じない訳ではなく、本質的には羽目を外したがっているところもある。ギターを始めた理由も「気になる女の子に、格好つけたいから」と、実は即物的。
実父は岡山の名家出身だが、既に両親は離婚しており、同居する母親とは不仲。母親を「嫌ってはいないが、お互いに興味が持てない人」と評しているが、言動の端々に温かい家庭への羨望を滲ませてもいる。
付属時代最後の思い出作りのため、学園祭参加が危ぶまれた軽音を、何とか舞台に上げられるようメンバー集めに奔走する。かずさと雪菜を参加させたことを機に、彼の運命は大きく動き始める。
『closing chapter』
峰城大学文学部国文科3年で、ゼミは萩島研究所所属。政経学部に入学するも、後に出版社就職を目指すためという理由で、転部している。大学入学と同時に一人暮らしを始め、生活費は自分で稼いでいる。
実はかずさとの悲劇的な別れを忘れられず、また雪菜に心魅かれながらも、傷付けあうことに耐えられず、出版社・ファミレス・塾など複数のバイトを掛け持ちすることで、一種の逃避に走っていた。転部も雪菜から離れるためという理由が大きい。仕切り屋で、面倒見が良いところは相変わらずだが、人の心に踏み込むことや、逆に踏み込まれることを忌避するようになった。特に女性関係に関しては顕著で、そのせいで泣かせた女性も、少なくない。ギターも弾かなくなってしまった一方で、部屋にはアコースティックギターと写真立て（学園祭のライブで撮った3人だけが写った記念写真が入っている）を残してもいる。
かずさの海外での活躍や、周囲のおせっかいなどがきっかけとなり、雪菜との関係修復を決意する。だが、自分の中で昇華しきれないかずさへの想いは再び雪菜を傷つけ、絶望してしまう。
『coda』
開桜社に入社して1年目（バイト時代も含めると3年目）の新入社員。職場では1年目から即戦力として扱われて、充実した日々を送っている。代理とはいえ、既に海外出張を任されるほどであり、海外でフランス語を使っている描写も見られる。2年前に再び結ばれた雪菜との関係も、順風満帆と言って良く、婚約まで秒読みの状態だった。ギターは、部屋に鎮座したままで、社会人となってからは、碌に手入れをしていない。
仕事を兼ねた雪菜とのストラスブールへの旅行中に、かずさと再会を果たしてしまう。帰国後には、日本で密着取材という建前の、かずさとの半同棲生活が始まり、心を激しく揺さぶられる。

小木曽 雪菜（おぎそ せつな）
声 - 米澤円
- 誕生日：1990年2月14日

『introductory chapter』
峰城大付属3年A組。軽音楽同好会では、ボーカル担当。2年連続でミス峰城大付属に選ばれるなど、学園のアイドル的存在である。表面的には、人当たりが良く、穏やかな雰囲気の持ち主の優等生だが、心を許した相手には本来の明るく、時に小悪魔的な性格で振る舞う。見栄っ張りかつ周囲の期待に応えようとする面もあり、全く本意ではないものの、周囲にお嬢様と誤解されてからは、それらしく振舞うことに気を使っている。実際はごく普通の中流家庭育ち、目立たない格好でアルバイトもしており、家事も人並みにこなすことができる。歌うことが大好きで、歌唱力も素人としてはかなりのもの。一度マイクを握ると中々離さない悪癖があり、それが転じてか趣味はヒトカラ。
学校の屋上で、春希とかずさのセッションに合わせて「WHITE ALBUM」を歌っているところを春希に見られたことで、軽音に勧誘された。自分を特別なアイドル扱いしない人物として、春希のことを逆に気になる存在として見るようになり、バンド練習の日々で好意に変わっていった。また、春希の口から語られたかずさに興味を持ち、彼女を軽音に参加させるためアプローチをかけ、その過程でかずさと親友になることを望むようになる。
過去に恋愛絡みで、友人を無くした経験から仲間外れにされることを極端に恐れている。雪菜本人も、それを自覚しているため、自己嫌悪に陥っている。その経験からか、「自分と春希とかずさの3人でいること」に執着する傾向が強い。
ライターの丸戸史明曰く「負け癖が魅力」とのこと。
『closing chapter』
峰城大学政経学部3年。その美貌には、どこか影が差し、しかし却ってますます男を惹きつけるものとなった。大学でも、やはりアイドル的存在であるが、付き合いはあまりよくない。『序章』の頃はそれなりだった料理の腕も、大きく向上している。また、過去の体験が理由で歌を歌わなくなってしまった。
入学後も春希に尽くしていたが、以前ほど親密な関係ではなくなっている。特に春希の転部以降は、連絡もほとんど取り合わないほどに疎遠。過去の自分の行動が発端となって、春希を追い詰めてしまったと思っており、自分から離れようとする春希の心情を理解しつつも、なお春希への思慕を捨てられない自身との鬩ぎ合いで苛まれ続けてきた。春希を想う気持ちが抑えられず、自宅では度々自慰行為に及んでいた。同様の理由から言動に矛盾が混じったり、行動と会話が噛み合わなくなるなどの不安定さを見せることもある。心身ともに疲弊しており、夜に隠れて泣いているところを見つかり、母親を心配させていた。矛盾だらけの大学生活を柳原朋に指摘された際は、感情が爆発してしまうなど、高校時代の雪菜を知る人間から見れば、別人のような状態。現在でも、かずさのことを親友だと信じているが、気持ちの清算はできていない。
事情を知っている武也や依緒には、時おり復縁の手助けをされるが、それが逆に春希を苦しめてしまう現実に一人悩んでもいる。一方で、家族達は現在でも、交際関係が継続中であると認識しており、雪菜もそれを否定していない（嘘をついている）。実際は、高校3年生の誕生日に春希に処女を捧げようと、覚悟をしていたものの、当日本人が来ないまま20歳を過ぎ、他の男に気持ちを向けることも出来ない状態が続いていた。怖がりで泣き虫な本性が隠せなくなり、自分より年下の柳原朋にも泣かされてしまう。
かずさのピアノコンクール準優勝の報を受け、これをきっかけに再び春希との会話を始める。一時は完全に破綻しかかっていた二人の関係は次第に修復されてゆくが、かずさを忘れ切れていなかった春希を拒絶してしまう。
好みの男性のタイプは「みんなに平等で優しく、だけど自分をちょっとだけ贔屓してくれる人」。
『coda』
中堅レコード会社であるナイツレコードに入社しており、広報担当に配属されている。紆余曲折を経て、春希と結ばれてからは本来の明るさを取り戻し、2年間愛を育んできた。「1週間以上離れない」、「金曜日は2人だけの時間を作る」など、『終章』ではなりを潜めていた甘えん坊でワガママな面も復活している。小木曽家の規則は相変わらず厳しいが、春希の部屋に宿泊することは許されるようになっていた。柳原朋と共に、ボイストレーニングを行ったり、何度か「SETSUNA」としてインディーズバンドのライブに出たりしている。周囲には、プロとしてもやっていけるのではないか、と言われているが、本人には相変わらずその気がない。
周りの薦めも手伝って、春希と婚約寸前まで行くものの、かずさの帰国によりその関係に波風が立つ。持ち前の勘の良さで、春希の苦悩とその背景にあるかずさの存在を、ある程度察しているものの、追求することもできず、再び春希とすれ違いが生まれてしまう。
ミニアフターストーリー『幸せへと進む道』
「北原」に姓を変えて1年後、広報アイドルを続ける傍ら、兼業主婦として春希と同棲生活を続けている。春希が大学時代から使っていた部屋からの引っ越しを間近に控えた頃、春希に妊娠を告げる。かずさとのことは、もう自分でも整理がついており、友人ともその頃の話ができるくらいになっている。

冬馬 かずさ（とうま かずさ）
声 - 生天目仁美
- 誕生日：1989年5月28日

『introductory chapter』
峰城大付属3年E組。軽音楽同好会では、主にキーボード担当。モデル顔負けの顔とスタイルでありながら、怠惰な性格と暴力的な態度で人を寄せ付けない、孤高を気取った不良である。遅刻やサボリの常習犯で、いつも窓際の席で居眠りしている。大の甘党で、特にラスカルのなめらかプリンが大好物。出されたものは食べるが、偏食家の味覚音痴でもある。
世界的に有名な女性ピアニスト・冬馬曜子を母に持つ。母子家庭の非嫡出子で、父親が誰かはかずさ本人も知らない。また重度のマザコンで、その反動が不良行為へ繋がっている。
元々は音楽科の所属であり、音楽全般、特にピアノに対して、天才的な才能と実力を持っている。しかし、入学直後に母とのすれ違いが原因で自棄に陥り、そのまま劣等生となってしまう。普通科と音楽科の関係が、良好でないこともあり、普通科の春希たちとは入学から2年間接点が無かった。
3年生から普通科に転科し、春希と出会ってからはずっと隣席の仲。春希のおせっかいを最初は煙たがっていたが、その真剣さに心を解かされていった。それでも、かずさの天邪鬼な態度から、今ひとつ打ち解けきれていない。
放課後は、いつも第二音楽室でピアノを弾いており、春希が隣の音楽室でギターの自主練を始めると、そのギターにセッションしていく。ただし、春希は第二音楽室でピアノを弾いているのが、かずさだとは知らない。後に、とある一件から、その事実を知った春希に、軽音へ勧誘される。軽音に加入してからは、実質的なリーダーとなり、特に春希のギターを鍛え上げることに腐心した。
雪菜のことは当初は苦手としていたが、「不俱戴天の敵か、一生の親友になるかのどちらか」と語る程度には好意的。一方で、彼女の明るいアイドル然とした美貌と、人間性に比較して、自分に劣等感を抱いてもいる。
ライターの丸戸史明曰く「捨て犬のイメージ」、あるいは「忠犬」。
『closing chapter』
母の曜子と共にウィーン在住で、演奏家のマーティン・フリューゲルを師に、ヨーロッパで活動中。トラスティ国際コンクールピアノ部門で2位入賞を果たして以来、日本では注目の若手ピアニストとして、俄に脚光を浴び始める。本人は日本に戻る気は無く、春希たちとは二度と会えないだろう、と自嘲していたようである。
この章では、長らく音信不通の状態であり、基本的に「雲の上の存在」になっている。しかし、思いもよらない場面で再登場を果たす。
『coda』
『最終章』開始時点では、既にジェバンニ国際ピアノコンクールで、4位入選を果たしており、これは若き日の冬馬曜子も成し遂げた快挙である。持ち前の美貌も合わさって、日本ではすっかり流行りのアイドル扱いになってしまい、彼女が国内のニュースや雑誌で取り上げられない日は、無いと言われるほど。
クリスマスイブの夜、ストラスブールで春希と偶然再会する。後にピアノコンサート日本公演の名目で日本へ帰国。雑誌の密着取材のため（という母親の建前で）、春希のマンションの隣部屋に入居、半同棲生活をはじめる。嘗ての親友だった雪菜を裏切っていると苦悩しながらも、春希との距離は空白の5年間を巻き戻すように近づいてしまう。さらに、自身も知らなかった帰国の裏にあった別の理由が、かずさと春希を追い詰めていく。
『序章』で見られた、暴力的な態度は多少鳴りを潜め、ある程度落ち着きを見せるようになった一方で、内に秘める激情は変わらない。人嫌いで人見知りなところも相変わらずで、日本でアイドル扱いされていることが面白くないらしく、時に苦痛を覚えもする。また、自身を「ピアノしか取りえがない欠陥品」と自嘲するほどに手先が不器用で、特に家事全般を春希に任せている（より正確には春希に禁じられている）。
彼女のあり方はよく「犬」、「狼」、「捨て犬」、「忠犬」などと形容されるが、『最終章』では自分から己を犬になぞらえた言い回しを使うことが目立つようになる。
ミニアフターストーリー『幸せへと戻る道』
逃避行のように日本を離れ、春希と入籍してヨーロッパで音楽活動を続けていた。3年ぶりに帰国した日本で、春希と曜子のサプライズにより、学校のあの音楽室で結婚式をすることになる。春希とは、夫婦兼マネージャーという公私に渡って一緒にいる関係であり、喧嘩をしてもすぐ泣いて甘えたがるなど、依存度はより進んでいる。日本での過去の出来事については、雪菜のことは好きで憧れだが、自分は許されていいと思っていないなど、複雑な感情を抱いている。

杉浦 小春（すぎうら こはる）
声 - 永田依子
- 誕生日：1992年11月16日

峰城大付属3年A組。名前も性格も、春希に似ていることにかけて、武也から「小春希（しょうはるき）」と呼ばれるほど、真面目でおせっかい焼き。ミス峰城大付属にエントリーされるほどの容貌である反面、体格は小柄で体に凹凸が少ない。元テニス部副主将で前期クラス委員長だが今でも周囲から頼りにされている。家庭はごく普通の中流家庭で、親の信頼を勝ち取っている。親友である矢田美穂子が片思いしていた相手が春希であり、そのふられ方を聞き及んで義憤に駆られ、抗議に出向く。それが春希との初対面となる。
矢田も含めた仲良し4人組で卒業旅行へ行くため、旅費稼ぎにファミレス『グッディーズ南末次店』でアルバイトを始める。そこへ同じ店にアルバイトに来た春希と再会し、教育係と新人という関係となる。春希をその出会いの印象から敵視していたが、同族嫌悪的な要素もある。しかし、接しているうちに春希の内面に気付き、春希に憧れるようになった。同時に矢田との友情の狭間で悩むことになる。
和泉 千晶（いずみ ちあき）
声 - 羽吹梨里
- 誕生日：1989年8月6日

峰城大学文学部の3年生で、春希と同じ萩島研究所のゼミ仲間。ゼミでは出席率は低く除名スレスレの成績で、春希が彼女の教育係に任命される。春希にとっては「女」を感じさせない気軽に付き合える関係。親が数年前に離婚しており、その際に姓が変わっている。旧姓・瀬能。現在は母親と暮らしている。
3年前は峰城大付属3年G組で演劇部に所属、学園祭ではその圧倒的な演技力で『雨月山の鬼』の一人四役を演じていた。
どんな性格でも演じきれる、と豪語する舞台女優であり、脚本家としても高い才能を持っている。峰城大学入学後は、学内サークル『劇団ウァトス』の瀬之内晶（せのうちあきら）の芸名で、脚本兼主演として在籍。「峰城大付属軽音楽同好会の大ファン」を自称している。
ある目的のため、上記の全てを意図的に隠した上で春希と友人関係を築いている。また、雪菜に出会った際には、商学部の長瀬昌子（ながせしょうこ）と名乗っている。
風岡 麻理（かざおか まり）
声 - 浅川悠
- 誕生日：1985年1月1日

開桜社の雑誌編集者で、春希の直属の上司。春希が「一番無茶な仕事を振る人の下につけてください」と希望したことから、彼女の元に配属された。年齢は春希の5つ年上で、本人は年齢ネタで、良くも悪くも自虐しがち。仕事が旦那と揶揄されるほどのワーカーホリックだが、編集者としては、若くして他部署の仕事も請け負うほど有能で、近く開桜社アメリカ支局への赴任も決まっている。酒に強く運動神経も良い。一方で、プライベート面は壊滅的で、家事は殆ど出来ないうえ、恋愛経験はお世辞にも豊富とは言えない。センスもどこかズレていて、よく出張先から変なおみやげを買ってくる。それでも、春希が「仕事に明け暮れて現実から逃げている」のではないかと気づき、それとなく助言を与えるなど、人を見る目は確かである。
春希は、麻理の物腰や言葉遣いなどに、かずさの面影を見ていたようで、彼女のルートは『終章』としては珍しく、『序章』のかずさを意識した要素や場面が散見される。

### サブキャラクター
飯塚 武也（いいづか たけや）
声 - 寺島拓篤
峰城大付属3年G組。軽音楽同好会部長。春希の無二の親友にして悪友。どのクラスにも、1人は彼女がいるというくらい女好きだが、過去のとある出来事以前は真面目だったらしい。軽音楽同好会では元々ギター担当だったが、雪菜とかずさの加入後は裏方に徹する。
3年後の『終章』では峰城大学政経学部3年。複数の女性と付き合いつつも、春希達との友人関係は続いており、疎遠になっている春希と雪菜の復縁を願っている。依緒と共に親身になって相談に乗り、時には直接干渉することで復縁を支援する。しかし、本質的には「春希の味方」であるため、依緒と意見が対立してしまうこともある。
更に2年後の『最終章』では、化粧品メーカー営業部に就職。元々、社交的であったことから、仕事の方は順風満帆。春希と雪菜のままならない時期を過ごしつつも、復縁できたことに思うところがあったようで、私生活ではそれまでの女性関係を清算し、依緒への秘めた思いを成就させようとしている。
『幸せへと進む道』では、依緒との結婚を控えている。
水沢 依緒（みずさわ いお）
声 - 中上育実
峰城大付属3年A組。バスケットボール部所属。春希や武也とは腐れ縁で、雪菜のクラスメイト。ボーイッシュな性格。
3年後の『終章』では峰城大学政経学部3年。武也と共に雪菜達の恋愛の行方を心配し、よく干渉している。しかし、本質的には「雪菜の味方」であるため、武也と意見が対立してしまうこともある。男勝りではあるが、それなりに女性らしい面も持ち合わせており、それが春希や武也では見落としていたような「浮気の気配」を感じ取ってしまうことへも繋がっている。
更に2年後の『最終章』ではスポーツメーカーに就職するものの、希望する企画部ではなく、人事部に配属されたことに不満を持っている。武也の気持ちは知っているものの、その先には進めないでいる。
『幸せへと進む道』では、武也との結婚を控えている。
早坂 親志（はやさか ちかし）
声 - 杉山紀彰
峰城大付属3年E組。春希のクラスメイトで、3年になってからの付き合い。当初は、春希とは不仲でかずさ曰く、春希の「ニワカ親友」。3年後の『終章』では、峰城大学には進学せず京都の大学に通っていて、関西弁を話すようになっていた。
雪菜の父
声 - 最上嗣生
雪菜と孝宏の父親。厳格で規律を大事にする性格で、雪菜の門限が10時なのも彼の意向である。春希のことは、モラルを大事にする信頼のおける人間だと考えているが、感情的には認められないようで、春希が小木曽家を訪れても、顔を合わせることを避けることが多い。
雪菜の母
声 - 小野涼子
雪菜と孝宏の母親。2人の子供の顔立ちは、共に母親似である。穏やかな物腰で、雪菜に家庭料理を仕込んでいるのも彼女。よく「あれ」「そこ」など、はっきりしない指示語を使うことがある。父や孝宏が気づかない雪菜の微妙な変化に気づくことが多いが、あえて見逃している。
『幸せへと進む道』では、息子と関係が悪かった春希の母親とも交流を持っているようである。
小木曽 孝宏（おぎそ たかひろ）
声 - 梶裕貴
雪菜の弟。『序章』開始時は中学3年生。『終章』では峰城大付属に入学、2年後の『最終章』では峰城大学在学中。雪菜と春希の微妙な関係には気づいておらず、『序章』からずっと交際を順調に続けていると考えている。表面上は、姉と春希の交際を特別気にかけていないようだが、2人の関係が進展を見せた際には我が事のように喜び、逆に雪菜を傷つけた春希に激昂する時もある。将来的には、春希が義兄になることも認めているらしい。付属時代は、3年A組の後期委員長で、それほど模範的という訳でもないが、人望はあったようである。『序章』からの3年間で、武也とも友人関係になっており、女性の口説き方などを吹き込まれている。また、クラスメイトの小春が気になっていた。
いくつかのルートでは、付属卒業後に当時のクラスメイトの亜子と交際している。
冬馬 曜子（とうま ようこ）
声 - 夏樹リオ
かずさの母親で、世界的なピアニスト。2回の離婚歴があり、かずさが生まれたときには独身だったシングルマザー。『序章』開始時は海外在住。峰城大付属に多額の寄付をしているため、教師たちがかずさの不良行為を見逃す大きな理由となっていた。
自分と一緒にいては、かずさはピアニストとしてこれ以上伸びないと感じたために、渡欧の際にかずさを日本に置いていった。しかしその後、学園祭での演奏に感じるところがあったのか、かずさにコンクールを受けることを提案し、その結果を受け、共にウィーンで暮らしつつ、ピアノのレッスンを受けることを提案する。
飄々とした性格であり、常に余裕めいた笑みと男の影を絶やさない、自称「色情狂」。男性とのスキャンダルには事欠かず、かずさの父親が誰かについても、かずさや他の人間に聞かれても、毎回はぐらかしている。長い間かずさとは、すれ違っていた時期があったが、娘を愛し、その幸せを願っている。時には、それが理由でかずさと春希の関係に、間接的な干渉をする。なお、かずさの甘党ぶりは曜子の育児が原因で、やはり本人も甘党。
『終章』では、ニューイヤーコンサート日本公演の名目でかずさと共に一時帰国し、その際にかずさと春希を逢わせようと画策するものの、失敗している。『最終章』では、冬馬曜子オフィスの社長としてかずさのプロデュースも兼任中。かずさの日本公演のため、共に日本へ帰国するが、白血病を患ったため、そのまま日本に定住するつもりであることを隠していた。
春希のことはギター君（学園祭のライブが由来）と呼んでおり、『序章』から『最終章』まで基本的に変わらない。
『幸せへと戻る道』では、かつてかずさが住んでいた家に住んでおり、患っていた病気は小康状態になっている。迷惑を掛ける事になった小木曽家にも足繁く通い、関係修復を試みていたようである。
友近 浩樹（ともちか ひろき）
峰城大学における春希の同級生。 『closing chapter』の初回特典ノベルおよびデジタルノベル『歌を忘れた偶像（アイドル）』より登場。
柳原 朋（やなぎはら とも）
声 - 柏木美優
『序章』開始時は峰城大付属2年。『序章』開始前に軽音楽同好会に参加していた。同好会を崩壊させ、本人も辞めたことが春希と武也から語られている。雪菜のため、ミス峰城大付属を逃したことでライバル心を持っていたが、学園祭の伝説のライブで彼女の歌を聴いたことで逆に大ファンとなる（数カ所のみ『introductory chapter』にもセリフがある）。
3年後の『終章』では、峰城大学商学部2年。在学中からグラビアアイドルとして活動しており、将来はキャスター・アイドル・女優などテレビ関係の就職を目指している。自己顕示欲が強く、自己中心的な傾向はあるが、どこか憎みきれない性格で、割と庶民的な面もある世渡り上手。再会した雪菜が、歌を捨てていたことを知り、彼女を再び歌わせるための荒療治として、雪菜をわざと怖い目に遭わせ、年下である自分の前で大泣きさせる（なお、救いの手を差し伸べてフォローも行っている）など、雪菜の本心を引き出すため、悪役じみた立ち回りを見せる。やがて、彼女が再び歌うようになってからは、親友でも気遣いする雪菜には珍しく、悪態をつく悪友のような関係となっていった。その際の活躍を、武也や依緒にも認められ、対立関係から友好関係へ転換した。雪菜は度々年上であることを朋に言って、自分のことを呼び捨てにする態度を改めさせようとしているが、彼女の前で大泣きするなどの醜態を晒してしまった弱みからか、いつもやり込められている。
更に2年後の『最終章』では4年生であり、テレビ局アナウンサーとして入社の内定を受けている。雪菜のファンとして、ライブのプロデュース等の支援をしている。春希・武也・依緒とも、飲み友達として付き合いが続いているが、いざという時は雪菜の側で擁護する。雪菜も、出会った頃のような彼女への苦手意識は消え、未だに「さん付け」さえしてもらえない態度に不満を抱きつつも、本音で話せる友人関係になっているようである。
矢田 美穂子（やだ みほこ）
声 - 澄田まりや
峰城大付属3年A組。小春の1年生からの親友。内向的で思い込みの激しい性格。塾の講師であった春希に告白するも、厳しい言葉でフラれ、そのショックから不登校になる。更に小春が自分に嘘をついて春希と会っていたことを知り、小春に疑いの目を向ける。
清水 早百合（しみず さゆり）
声 - 一杉佳澄
峰城大付属3年A組。小春の友人。小春・美穂子・亜子の4人で、仲良しグループをつくっている。卒業旅行に行こうと約束をしている程の仲だが、思い込みが激しく引っ込み思案な美穂子とは、精神的な距離を置いていた。しかし小春ルートでは、小春と春希の仲を知り美穂子の誤解を信じ込んだため、小春と決定的な溝を作ってしまう。
園田 亜子（そのだ あこ）
声 - 伊東久美子
峰城大付属3年A組。小春の友人。小春たちの仲良しグループの一人。穏やかな性格で中立的だが、悪く言えば日和見的。友人内での喧嘩の仲裁役でもある。
クラスメイトの孝宏に懸想しているようで、幾つかのルートでは後に交際しているらしい描写が見られる。
中川 和美（なかがわ かずみ）
声 - 小暮英麻
短大生。ファミレス『グッディーズ南末次店』のフロアチーフ。小春のバイトの先輩であり、気さくに接する。仕事ぶりは中々優秀で、店長代理の佐藤よりヒエラルキーが上とも言われる。
佐藤（さとう）
声 - 三戸耕三
ファミレス『グッディーズ南末次店』のキッチンチーフで、準社員。店長が腰を痛めて入院してからは店長代理のポストについているが、影が薄く、既にアルバイトを辞めたはずの春希をよく頼る。小説『雪が解け、そして雪が降るまで』ではアルバイト時代の姿が描かれている。
本田（ほんだ）
声 - 渡辺浩司
ファミレス『グッディーズ南末次店』のバイトでキッチン担当。一度春希に説教をされた経験があり、頭が上がらない。
浜田（はまだ）
声 - 浜田賢二
開桜社『開桜グラフ』編集。『最終章』では春希の直属の上司。松岡に説教している光景が頻繁に見られるが、本人に言わせれば「風岡よりは甘い」とのことで、愛のある説教になっているが、故に舐められている面もある。休日には家族サービスをしている描写がある。
松岡（まつおか）
声 - 村田太志
開桜社『開桜グラフ』編集。浜田や麻理の部下に当たり、春希の先輩で、新入社員。お調子者な性格で、能力もプライドも未熟さゆえ足りておらず、会話のオチに使われることが多い（一例として「アルバイトの春希の方がよっぽど優秀」など）。『最終章』では入社3年目ながらも、やはり頼りないが、時に成長を感じさせる場面もある。
木崎（きざき）
声 - 梶川翔平
開桜社『開桜グラフ』編集。浜田や麻理の部下にあたり、春希や松岡の先輩。担当作家の〆切り催促で外出している事が多い。本来『最終章』での取材旅行は彼の仕事だったが、結納と重なったために、春希が代わりで行くこととなった。
鈴木（すずき）
声 - 山川琴美
開桜社『開桜グラフ』の女性編集。浜田や麻理の部下に当たり、春希や松岡の先輩。ノリが良くコイバナ好きな人物で、麻理が春希を憎からず思っていることも察している。自身は恋人との関係に悩んでおり、麻理にクリスマスイブの有給休暇の許可を嘆願していた。『幸せへと進む道』では、恋人と別れたらしく、クリスマスを呪っていた。
上原（うえはら）
声 - 白熊寛嗣
峰城大学内サークル『劇団ウァトス』の主催者兼演出担当者で、劇団員からは座長と呼ばれている。しかし半ば形式的なもので、実質的な指導者は「姫」の方だとうそぶく。『序章』の頃から留年を重ねており、大学除籍処分の危機にある。
吉田（よしだ）
声 - 室元気
『劇団ウァトス』に所属する俳優。瀬之内晶の演技に心酔して入団し、現在も瀬之内に対する尊敬は変わっていない。ただ劇団内での瀬之内のワンマンぶりに怒りをぶちまけることもある。
雨宮 佐和子（あまみや さわこ）
声 - 石塚さより
旅行代理店勤務。麻理の親友で、10年来の付き合い。かつては麻理と合わせて「暴風雨コンビ」と呼ばれていたらしい。春希と会った時は麻理が若い男を恋人にしたと誤解し、からかいつつも祝福していた。鈴木とも知人の間柄。
DJ
声 - 小林美佐
峰城大学内で配信されているラジオ「峰城ブロードキャスト」内の番組「峰城ステーション」のDJ。付属祭で雪菜が歌った歌「届かない恋」の録音を聞いて大ファンになり、歌ったのが誰であるかを知らないものの、ぜひ会いたいと思っている。
工藤 美代子（くどう みよこ）
声 - 上川ゆう
株式会社冬馬曜子オフィス東京支部の唯一の従業員。ウィーン在住の社長に代わり、国内の業務を担当している。冬馬母娘にはいつも振り回されており気苦労が絶えないが、それぞれ信頼関係が出来上がっている間柄でもある。
『終章』のサイドストーリー『一泊二日の凱旋』にも登場しており、かずさと初めて対面したのはその際である。
高柳 憲正（たかやなぎ のりまさ）
声 - 三戸耕三
峰城大学医学部教授にして医学部長。世界的権威のある医者だが、一方で女癖はあまりよくないらしく、かつて冬馬曜子と恋愛関係だった時期がある。既に還暦を迎えているが、曜子とは現在も「ノリ君」「曜子ちゃん」と呼び合う仲で、友好的な関係を維持している。
フランツ・デュプレ
声 - セバスチャン・レフロク
30代半ばの指揮者で、パリを拠点にフランツ・デュプレ・オーケストラで活動している。若い頃、冬馬曜子の愛人だったことがある。さらに、ヨーロッパに渡ったかずさをも口説こうとして、股間に蹴りを食らったという。
だが指揮者としての腕は本物で、コンサートとなると人が変わったかのように音楽に妥協しなくなる。

## 制作
PlayStation 3版『ティアーズ・トゥ・ティアラ　花冠の大地』制作期間中、Leafを管轄するアクアプラスからライター集団・企画屋に次回作のオファーが寄せられた際、企画屋の一員だった丸戸史明が前作『WHITE ALBUM』が好きだとこぼしたことがきっかけで丸戸が企画を立てることになり、それが通った結果本作となった。
当時のアダルトゲームとしては珍しく三角関係や浮気を描いた前作の中でも、丸戸は四角関係に発展した澤倉美咲ルートについて自分にできるとは思えないからこそあこがれたと4Gamer.netとのインタビューの中で話しており、その理由として自分が書く物語ではどうしても主人公が動いてしまうと述べている。
このような美少女ゲーム作品において、理想の恋愛を描くために社会的な部分を軽視してしまう傾向があったことから、丸戸はきちんとしたリアリティを出すためにはキャラクターと社会とのかかわりをきちんと描きたいと考え、本作の主人公である北原春希を優等生に設定した。また、前作における主人公の親友・七瀬 彰は女性問題が友情の崩壊につながったことから、差をつけるため、本作における春希の親友・飯塚武也はちゃらんぽらんながらも女性問題で友情が壊れることがないようにした。
本作は学園生活を描いた『序章』、大学生活を主題とした『終章』、そして社会人生活を描いた『最終章』の三部構成がとられている。
丸戸によると、『序章』の次に『終章』の共通ルート、次いで『終章』における千晶、小春、麻理、雪菜のルートを執筆し、そして『最終章』の浮気エンド、雪菜ルート、かずさルートの順番に執筆したという。
丸戸の作品では回想が重要な伏線として用いられることが多かったが、それでは飽きられるという考えから、回想にあたる部分を序盤に置こうということで『序章』は独立した章として誕生しており、最初から分割販売するつもりではなかったと丸戸は2013年の4Gamer.netとのインタビューの中で話している。
『終章』ではサブヒロインのルートの中で雪菜がどんどん追いつめられていき、自身のルートでは性格が破綻している様子が描かれている。丸戸自身も4Gamer.netとのインタビューの中で、執筆中も雪菜に対するモチベーションが高まり、『終章』へと至る雪菜ルートでいよいよ爆発した感じになったと振り返っている。
丸戸は『最終章』は自分が本当に描きたかったものであり、『序章』から続く因縁を背景に終止符を打つ『最終章』が自分にとっての『WHITE ALBUM』そのものであると2013年の4Gamer.netとのインタビューの中で話し、三部作にしたのもそのためだとしており、『最終章』のオープニングで社会人になった登場人物たちが出てくる演出から『終章』が逆説的に生まれたと述べている。当初『最終章』の正式名称は「WHITE ALBUM Chapter」となる予定だったが、アクアプラス代表取締役社長・下川直哉からプレイヤーに「WC」と略されてトイレを想起させるおそれがあるということで変更された。また、PS3版のサブタイトル「幸せの向こう側」は、「春希がほかのヒロインと結ばれてしまった場合の雪菜をきちんと描写しよう」という意図にちなんでいる。
かずさは『終章』ではほとんど登場せず、『最終章』で雪菜と対峙した際に苦労に見舞われる様子が描かれている。この描写について、丸戸はかずさにも雪菜と同じ苦労を背負わせるといった明確な意図はないとしつつも、頼るものが何もない状況を作る必要があったと4Gamer.netとのインタビューの中で話している。インタビューに同席していたキャラクターデザイナーのなかむらたけしも、かずさは難しいキャラクターだったと話しており、その理由について、『序章』・『終章』・『最終章』と物語の進行に合わせて心情的にも一番大きく変化する複雑なキャラクターでありながら、不変の「彼女らしさ」を保つにはどうすべきか苦労したことを挙げている。
本作では基本的に周回プレイで初めて知らされる事実をたくさん用意して、得体のしれない不気味さや、プレイヤーの不安をあおるという方針がとられた。ただし、サブヒロインの一人である千晶がトゥルールートで本性をあらわにすることについては、この方針を順守したというよりはむしろ、ノリでやりすぎた感じがあると丸戸は振り返っている。このようなことになった理由について、丸戸は前作における美咲のネタを使いたかったという気持ちがあったと話しており、劇中劇としてLeafの過去作である『痕』が用いられ、美咲が脚本の作者として設定された。一方、『Routes』に関するネタは下川の趣味ではないかと丸戸は推測している。

### デザイン
前作のデザイナー・カワタヒサシの指名という形でなかむらたけしが本作のキャラクターデザイナーとして起用されており、なかむら本人は詳細不明としたうえで、自身が過去に手掛けた『天使のいない12月』の印象があったのではないかと2013年の4Gamer.netとのインタビューの中で話している。
また、丸戸にかずさの髪形を変えるつもりがないにもかかわらず、なかむらが髪を切らないでほしいと嘆願する一幕もあった。

### キャスティング（PS3版）
PS3版における雪菜役には米澤円が、かずさ役には生天目仁美がそれぞれスタジオオーディションで起用された。
米澤は電撃オンラインとのインタビューの中で、雪菜役のオーディションは歌ありだったと話しており、最初に演出家から自分の声で勝負するように言われて、萌えっぽいキャラクターではなく、実際にいそうな少女を感じながら演じたと振り返っている。
生天目仁美は電撃オンラインとのインタビューの中で、別作品のスタッフからのすすめでかずさ役のオーディションを受けたと話している。生天目はオーディション前はかずさの性格や気持ちを十分に理解できていなかったが、原稿を読んだ際に、ただの会話からキャラクターの深さが見え隠れすると感じたといい、この時点では彼女の発言の理由が見えてこなかったものの、それが逆に自分の解釈で演じられて楽しかったと振り返っている。
なお、2人はそれぞれ逆の役のオーディションにも参加しているが、米澤は途中で演出家が切り上げたのを見てかずさ役は自分ではないなと感じたといい、生天目は雪菜を演じようとすると自身が過去に演じた『ToHeart2』の十波由真になってしまったという。
生天目には『closing chapter』の台本は、かずさが登場するほんの僅かな部分だけしか渡されず、『closing chapter』の内容もほとんど説明されなかった。その結果、春希と雪菜の大学生時代に何が起こったかを本当に知らない『coda』でのかずさの演技ができたのであり、もし知っていたら雪菜に感情移入してしまってその演技はできなかっただろうと生天目はWEBラジオ内で何度も話している。

## スタッフ
- 企画・シナリオ - 丸戸史明 with 企画屋
- キャラクターデザイン - なかむらたけし
- 原画 - なかむらたけし、桂憲一郎・柳沢まさひで（『終章』）

## 主題歌
『introductory chapter』
introductory chapterオープニングテーマ「届かない恋」
作詞 - 須谷尚子 / 作曲 - 石川真也 / 編曲 - 松岡純也 / 歌 - 上原れな
挿入歌「深愛」
作詞 - 水樹奈々 / 作曲 - 上松範康（Elements Garden） / 編曲 - 松岡純也 / 歌 - 小木曽雪菜
挿入歌「WHITE ALBUM」Live at Campus Fes
作詞 - 森川由綺 / 作曲 - 石川真也 / 編曲 - 冬馬かずさ、飯塚武也 / 歌 - 小木曽雪菜
挿入歌「SOUND OF DESTINY」Live at Campus Fes
作詞 - 須谷尚子 / 作曲 - 中上和英 / 編曲 - 冬馬かずさ、飯塚武也 / 歌 - 小木曽雪菜
挿入歌「届かない恋」Live at Campus Fes
作詞 - 北原春希 / 作曲・編曲 - 冬馬かずさ / 歌 - 小木曽雪菜
挿入歌「After All 〜綴る想い〜」
作詞 - 未海 / 作曲 - 石川真也 / 編曲 - 衣笠道雄 / 歌 - 上原れな
introductory chapterエンディングテーマ「Twinkle Snow」
作詞 - 須谷尚子 / 作曲 - 松岡純也 / 編曲 - 衣笠道雄 / 歌 - 津田朱里

『closing chapter』
closing chapterオープニングテーマ「幸せな記憶」
作詞 - 須谷尚子 / 作曲 - 石川真也 / 編曲 - 衣笠道雄 /  歌 - 上原れな
挿入歌「届かない恋」Valentine Live
作詞 - 北原春希 / 作曲 - 冬馬かずさ / 編曲 - 北原春希 /  歌 - 小木曽雪菜
挿入歌「届かない恋」song by Chiaki
作詞 - 北原春希 / 作曲・編曲 - 冬馬かずさ / 歌 - 和泉千晶
closing chapterエンディングテーマ「優しい噓」
作詞 - 須谷尚子 / 作曲・編曲 - 松岡純也 / 歌 - 上原れな
closing chapterエンディングテーマ「愛する心」
作詞 - 須谷尚子 / 作曲・編曲 - 衣笠道雄 / 歌 - 津田朱里
codaオープニングテーマ「届かない恋」
作詞 - 須谷尚子 / 作曲 - 石川真也 / 編曲 - 松岡純也 / 歌 - 上原れな
挿入歌「Routes」
作詞 - 須谷尚子 / 作曲 - M.I.S.N. / 編曲 - 松岡純也 / 歌 - 小木曽雪菜
挿入歌「あなたを想いたい」
作詞 - 須谷尚子 / 作曲 - 石川真也 / 編曲 - 松岡純也 / 歌 - 小木曽雪菜
挿入歌「POWDER SNOW」（弾き語り）
作詞 - 須谷尚子 / 作曲 - 下川直哉 / 編曲・歌 - 小木曽雪菜
codaエンディングテーマ「時の魔法」
作詞 - 北原春希 / 作曲・編曲 - 冬馬かずさ / 歌 - 小木曽雪菜
codaエンディングテーマ「心はいつもあなたのそばに」
作詞 - 須谷尚子 / 作曲 - 下川直哉 / 編曲 - 衣笠道雄 / 歌 - 津田朱里
codaエンディングテーマ「closing」
作詞 - 下川直哉・須谷尚子 / 作曲 - 下川直哉 / 編曲 - 衣笠道雄 / 歌 - 上原れな

PS3版『WHITE ALBUM2 幸せの向こう側』追加曲
挿入歌「Answer」
作詞 - 須谷尚子 / 作曲・編曲 - 衣笠道雄 / 歌 - 上原れな
エクストラエピソードエンディングテーマ「恋のような」
作詞 - 須谷尚子 / 作曲・編曲 - 衣笠道雄 / 歌 - 津田朱里

## 書籍

### 小説
彼の神様、あいつの救世主
丸戸史明著。BugBug2010年03月号に掲載された書き下ろしノベル。『序章』の、雪菜が軽音同好会に加入した直後のエピソード。雪菜とかずさ、お互いの第一印象が描写されている。
雪が解け、そして雪が降るまで
丸戸史明著。『序章』初回版同梱ノベル。挿絵はなかむらたけし。かずさ視点の前日談。『終章』初回特典でもデジタルデータとして収録。
祭りの後 〜雪菜の三十分〜
丸戸史明著。ドラマCD『祭りの前 〜ふたりの二十四時間〜』同梱ノベル。『序章』のとあるシーンが雪菜視点で語られる。
Twinkle Snow 〜夢想〜
丸戸史明著。2011年2月13日に開催されたWHITE ALBUM/WHITE ALBUM2オンリー即売会『LastStage2 〜奇跡の始まり〜』でLeafが無料配布したノベル。挿絵はみぶなつきが担当している。『序章』の学園祭後から分岐したifストーリーで、本編とは違った形の人間関係が描かれている。
2011年現在、『序章』公式サイトからPDF形式でダウンロードできる。
歌を忘れた偶像（アイドル）
丸戸史明著。『終章』初回特典書き下ろしノベル。雪菜視点で『序章』終了後から『終章』までの空白の3年間を描いている。ゲームでもデジタルノベルとして収録。
PlayStation 3版およびVita版『WHITE ALBUM2 幸せの向こう側』では、以上の小説の全てがデジタルノベルとして収録されている。ただし、内容はCEROのレーティングの変更などに伴って一部修正されている。
届かない恋、届いた
丸戸史明著。2013年11月3日に開催されたWHITE ALBUM/WHITE ALBUM2オンリー即売会『LastStage3～奇跡の始まり～』でAQUAPLUSが無料配布したノベル。アニメ版の6話と7話の間を補完する内容のミニノベルで、内容もアニメ版の設定に従っており、ゲーム版の内容や時系列とは多少異なっている点もある。
2014年現在、PlayStation 3/PS Vita版公式サイトからPDF形式でダウンロードできる。
雪が紡ぐ旋律（GA文庫）
監修：丸戸史明 / 著者：月島雅也 / イラスト：なかむらたけし、桂憲一郎 / 発行：SBクリエイティブ
春希、雪菜、かずさのそれぞれの視点で章を分けて描かれている。丸戸史明書き下ろしの番外編短編小説も2巻、4巻、6巻の巻末に付属。
1巻～2巻は「introductory chapter」、3巻～4巻は「closing chapter」、5巻は「Coda」前編、6巻は「Coda」後編の独自展開をそれぞれ描いている。
1. 2013年3月16日発売 ISBN 978-4-7973-7329-5
2. 2013年3月16日発売 ISBN 978-4-7973-7330-1
3. 2013年10月16日発売 ISBN 978-4-7973-7497-1
4. 2013年12月16日発売 ISBN 978-4-7973-7498-8
5. 2014年5月15日発売 ISBN 978-4-7973-7717-0
6. 2014年9月12日発売 ISBN 978-4-7973-7718-7

### コミカライズ
監修：丸戸史明 / 作画：2C=がろあ / 発行：SBクリエイティブ
電子書籍「GA文庫マガジン」2013年7月号（2013年7月11日配信）よりGA文庫マガジン2015年10月22日号（同日配信）まで連載。
1巻は「introductory chapter」、2巻～3巻は「closing chapter」をそれぞれ描いている。4巻で完結。
1. 2013年12月9日発売 ISBN 978-4-7973-7610-4
2. 2014年8月8日発売 ISBN 978-4-7973-7711-8
3. 2014年12月23日発売 ISBN 978-4-7973-8165-8
4. 2017年2月15日発売 ISBN 978-4-7973-9045-2

### 関連書籍
WHITE ALBUM2 コミックアンソロジー
2012年7月25日発売 / 発行：一迅社 / ISBN 978-4-7580-0693-4
WHITE ALBUM2 幸せの向こう側 公式ガイドブック
PS版のガイドブック。全エンドへ至る為の攻略チャートのほか、トロフィー獲得やスペシャル開放の条件などが掲載されている。
2013年1月19日発売 / 発行：アスキー・メディアワークス / ISBN 978-4-0489-1298-3

## SACD/CD

### ゲーム関連
届かない恋 / Twinkle Snow
発売元：フィックスレコード、販売元：キングレコード
『introductory chapter』オープニングテーマ「届かない恋」、同エンディングテーマ「Twinkle Snow」、そして同挿入歌「After All 〜綴る想い〜」を収録したシングル。
Key of Dreams
発売元：フィックスレコード、販売元：キングレコード
津田朱里の1stアルバム。『introductory chapter』エンディングテーマ「Twinkle Snow」を収録。
l'espoir
発売元：フィックスレコード、販売元：キングレコード
上原れなの3rdアルバム。『introductory chapter』オープニングテーマ「届かない恋」、同挿入歌「After All 〜綴る想い〜」（アコースティックバージョン）、『closing chapter』オープニングテーマ「幸せな記憶」、同エンディングテーマ「優しい噓」、そして、『coda chapter』エンディングテーマ「closing」を収録。SACD層とCD層により構成されるSACDハイブリッド盤。
WHITE ALBUM2 ORIGINAL SOUNDTRACK 〜introductory〜
発売元：アクアプラス
『WHITE ALBUM2 -introductory chapter-』のサウンドトラック。
WHITE ALBUM2 ORIGINAL SOUNDTRACK 〜closing〜
発売元：アクアプラス
『WHITE ALBUM2 -closing chapter-』のサウンドトラック。
WHITE ALBUM2 ORIGINAL SOUNDTRACK 〜setsuna〜
発売元：アクアプラス
『WHITE ALBUM2』の登場キャラクター小木曽雪菜のボーカルアルバム。SACD層とCD層により構成されるSACDハイブリッド盤。
WHITE ALBUM2 ORIGINAL SOUNDTRACK 〜kazusa〜
発売元：アクアプラス
『WHITE ALBUM2』の登場キャラクター冬馬かずさのボーカルアルバム。2015年に開催されたイベント「大アクアプラス祭」における人気投票で、冬馬かずさが女性キャラクター人気投票1位を獲得した記念に制作。2016年12月のコミックマーケット91で先行発売。SACD層とCD層により構成されるSACDハイブリッド盤。

### アニメ関連
TVアニメ ホワイトアルバム2 オリジナルサウンドトラック
2014/01/29発売。
WHITE ALBUM2 VOCAL COLLECTION
2014/03/26発売。

### ドラマCD
WHITE ALBUM2 -introductory chapter- ドラマCD「祭りの前 〜ふたりの24時間〜」
2010年8月13日にコミックマーケット78で発売。『序章』の学園祭前日の合宿でのエピソード。
キャスト
- 北原春希 - 水島大宙
- 小木曽雪菜 - 米澤円
- 冬馬かずさ - 生天目仁美
- ？ - 永田依子

スタッフ
- 脚本 - 丸戸史明
- イラスト - なかむらたけし

「祭りの日 〜舞台の下の物語〜」
『終章』予約キャンペーン特典のドラマCD。丸戸史明書き下ろし。
「一泊二日の凱旋」
2011年12月29日にコミックマーケット81で発売。丸戸史明書き下ろし。closing chapterのある日のかずさ。
PlayStation 3版『WHITE ALBUM2 幸せの向こう側』では、以上のドラマCDのすべてがボイスドラマとして収録されている。
「2016年の大晦日」
2016年12月29日にコミックマーケット91で先行発売。丸戸史明書き下ろし。codaのかずさルートの後の、春希とかずさ。

## 反響
丸戸が電撃オンラインとのインタビューの中で語ったところによると、自分の予想以上にたくさんのユーザーから反響が寄せられたという。

### 売り上げ
『introductory chapter』は、その発売年（2010年）の売り上げにおいて、『BugBug』の集計では14位であった。

### 人気投票
| 部門名       | Getchu.com | TECH GIAN | BugBug    |
| ------------ | ---------- | --------- | --------- |
| 総合         | 14位/20位  | 20位/30位 | 圏外/40位 |
| シナリオ     | 6位/15位   | 圏外/10位 | 圏外/30位 |
| グラフィック | 圏外15位   | 圏外/10位 | 部門なし  |
| 音楽         | 4位/15位   | 6位/10位  | 11位/20位 |
| システム     | 圏外/15位  | 圏外/10位 | 圏外/30位 |
| ヴォイス     | 部門なし   | 部門なし  | 圏外/20位 |
| ムービー     | 圏外/15位  | 部門なし  | 部門なし  |
| エッチ       | 圏外/15位  | 圏外/10位 | 圏外/40位 |
| キャラクター | 0人/15位   | 0人/10位  | 0人/40位  |

『introductory chapter』は、その発売年（2010年）の人気投票において、Getchu.comでは総合14位、『TECH GIAN』では総合20位、『BugBug』では上位40位の圏外であった。

## WEBラジオ
『WHITE ALBUM2 同好会ラジオ』は、2012年8月31日から2014年4月25日まで音泉で配信されたラジオ番組。毎週金曜日配信。本放送開始前の8月9日からプレ放送（#0）が配信された。パーソナリティは米澤円（小木曽雪菜 役）と生天目仁美（冬馬かずさ 役）が務めた。
2014年4月25日の配信をもって一旦休止となったが、『WHITE ALBUM2 同好会ラジオ 2018』として2018年7月13日に予告（#0）を配信。7月20日より隔週金曜日配信で復活し、9月14日の第5回まで配信された。パーソナリティは変わらず。
さらに2019年9月27日より、『WHITE ALBUM2 同好会ラジオ 2019』として復活し、不定期更新で金曜日に配信された。こちらは2020年2月28日の第6回配信で最終回となる予定だった。しかし第6回は同年2月29日に開催される予定だったイベント「WHITE ALBUM2 学園祭 2020～10th winter memories～」を前提としての番組内容だったにもかかわらず、イベントが中止になったためラジオ第6回の配信自体も中止された。その後2020年夏、配信中止された第6回を含む『同好会ラジオ2019』全6回と、「WHITE ALBUM2 学園祭 2020～10th winter memories～」で実演予定だった朗読劇をボイスドラマとして収録した『WHITE ALBUM2 同好会ラジオ 2019』ラジオCDが販売された。
ゲスト（WHITE ALBUM2 同好会ラジオ）
- #7（2012年10月12日） - 羽吹梨里（和泉千晶 役）
- #9.10（2012年10月26日、11月2日） - 水島大宙（北原春希 役）
- #11.12（2012年11月9日、16日） - 浅川悠（風岡麻理 役）
- #13（2012年11月23日） - 上原れな（アーティスト）
- #14（2012年11月30日） - 津田朱里（アーティスト）
- #15.16（2012年12月7日、14日） - 水島大宙（北原春希 役）
- #18（2012年12月28日） - 中上育実（水沢依緒 役）
- #19,20（2013年1月4日、11日） - 寺島拓篤（飯塚武也 役）
- #25（2013年2月15日） - 羽吹梨里（和泉千晶 役）
- #28（2013年3月8日） - 柏木美優（柳原朋 役）
- #33（2013年4月12日） - 上川ゆう（工藤美代子 役）
- #35（2013年4月26日） - 津田朱里（アーティスト）
- #38（2013年5月17日） - 伊東久美子（園田亜子 役）
- #41（2013年6月7日） - 小野涼子（小木曽雪菜の母 役）
- #43（2013年6月21日） - 夏樹リオ（冬馬曜子 役）
- #47（2013年7月19日） - 山川琴美（開桜社の鈴木 役）
- #49（2013年8月2日） - 上原れな（アーティスト）
- #55（2013年9月13日） - 丸戸史明（シナリオライター）
- #57（2013年9月27日） - 安藤正臣（アニメ版監督）、下川直哉（アクアプラス代表取締役、アニメ版音楽監督）
- #58（2013年10月4日） - 中上育実（水沢依緒 役）
- #60（2013年10月18日） - 柏木美優（柳原朋 役）
- #62（2013年11月1日） - 小野涼子（小木曽雪菜の母 役）
- #63（2013年11月8日） - 上原れな（アーティスト）
- #65（2013年11月22日） - 三宅麻理恵（女子生徒 役）
- #67（2013年12月6日） - 羽吹梨里（和泉千晶 役）
- #69（2013年12月20日） - 夏樹リオ（冬馬曜子 役）
- #70,71（2013年12月27日、2014年1月3日） - 水島大宙（北原春希 役）
- #72（2014年1月10日） - 安藤正臣（アニメ版監督）
- #73（2014年1月17日） - 上原れな、Suara（アーティスト）
- #79（2014年2月28日） - 石塚さより（雨宮佐和子 役）
- #81（2014年3月14日） - 杉山紀彰（早坂親志 役）
- #83（2014年3月28日） - 最上嗣生（小木曽雪菜の父 役）
- #84,85（2014年4月 4日、2014年4月11日） - 水島大宙（北原春希 役）
- #86,87（2014年4月18日、2014年4月25日） - 水島大宙（北原春希 役）、丸戸史明（シナリオライター）

ゲスト（WHITE ALBUM2 同好会ラジオ 2018）
- #3（2018年8月17日） - 津田朱里（アーティスト）

ダンジョントラベラーズ2 王立通信
『WHITE ALBUM2 同好会ラジオ』の第25回から第32回配信内では箱番組として、『ダンジョントラベラーズ2 王立図書館とマモノの封印』を紹介する『ダンジョントラベラーズ2 王立通信』が行われた。パーソナリティは共通だが「（『ダンジョントラベラーズ2』）イリーナ・ローゼンマイア役の米澤円」「（『ToHeart2 ダンジョントラベラーズ』）十波由真役の生天目仁美」と名乗っている。
『ダンジョントラベラーズ2 王立通信』のゲスト
配信回のカウントは『WHITE ALBUM2 同好会ラジオ』と共通
- #26（2013年2月22日） -  佐倉綾音（スフレ・トゥイニー 役）
- #27（2013年3月1日） - 下屋則子（メルヴィ・ド・フロレンシア 役）
- #28（2013年3月8日） - 小笠原早紀（エルトリシア・ヴィトール・ド・リッツエヴァン 役）
- #29（2013年3月15日） - 赤﨑千夏（コネット・サントノーレ 役）
- #30（2013年3月22日） - 岩崎愛（メフメラ 役）
- #31（2013年3月29日） - 下田麻美（ツララ 役）
- #32（2013年4月5日） - 儀武ゆう子（ペギー 役）

関連商品
| ラジオCD「WHITE ALBUM2 同好会ラジオ」 | ラジオCD「WHITE ALBUM2 同好会ラジオ」 | ラジオCD「WHITE ALBUM2 同好会ラジオ」                    | ラジオCD「WHITE ALBUM2 同好会ラジオ」 | ラジオCD「WHITE ALBUM2 同好会ラジオ」 |
| Vol                                   | 発売日                                | CD特別版ゲスト                                           | 通常配信回                            | 規格品番                              |
| ------------------------------------- | ------------------------------------- | -------------------------------------------------------- | ------------------------------------- | ------------------------------------- |
| 1                                     | 2013年1月25日                         | 夏樹リオ（冬馬曜子 役）、小野涼子（小木曽雪菜の母 役）   | #00〜#12                              | AQMC-011/012                          |
| 2                                     | 2013年4月26日                         | 下川直哉（プロデューサー）、丸戸史明（シナリオライター） | #13〜#24                              | AQMC-013/014                          |
| 3                                     | 2013年8月30日                         | 寺島拓篤（飯塚武也 役）                                  | #25〜#36                              | AQMC-015/016                          |
| 4                                     | 2013年11月29日                        | 水島大宙（北原春希 役）                                  | #37〜#48                              | AQMC-019/020                          |
| 5                                     | 2014年1月24日                         | 上川ゆう（工藤美代子 役）、三宅麻理恵（女子生徒 役）     | #49〜#60                              | AQMC-021/022                          |
| 6                                     | 2014年5月30日                         | 寺島拓篤（飯塚武也 役）、中上育実（水沢依緒 役）         | #61〜#72                              | AQMC-023/024                          |
| 7                                     | 2014年8月29日                         | 水島大宙（北原春希 役）、丸戸史明（シナリオライター）    | #73〜#87                              | AQMC-025/026                          |
| 「WHITE ALBUM2 同好会ラジオ」ぽかぽかセット | 「WHITE ALBUM2 同好会ラジオ」ぽかぽかセット                                                                              | 「WHITE ALBUM2 同好会ラジオ」ぽかぽかセット |
| 発売日                                      | 「WHITE ALBUM2 同好会ラジオ ザ・リベンジ・オブ 溝らじ」特典ラジオCD ゲスト                                               | 規格品番                                    |
| ------------------------------------------- | --- | ------------------------------------------- |
| 2013年12月29日                              | 小野涼子（ToHeart2 久寿川ささら/WHITE ALBUM2 雪菜の母 役）、小暮英麻（ToHeart2 まーりゃん先輩/WHITE ALBUM2 中川和美 役） | GOODS-0016                                  |

## ライブ・イベント
以下、販売店舗やコミックマーケットなどで行われた小規模なイベントを除いた、『WHITE ALBUM2』単独で会場を借りて行われたライブ・イベントのみ記述する。
| イベント名                                       | 日付                      | 会場                      | 備考 |
| ------------------------------------------------ | ------------------------- | ------------------------- | --- |
| WHITE ALBUM2 LIVE                                | 2013年2月16日             | SHIBUYA-REX               | PS3版購入者が抽選で参加できたライブイベント                                                                                        |
| WHITE ALBUM2 LIVE                                | 2013年3月9日              | OSAKA RUIDO               | PS3版購入者が抽選で参加できたライブイベント                                                                                        |
| WHITE ALBUM2 SPECIAL ENCORE                      | 2013年4月7日              | 新宿FACE                  | 楽曲アーティストの他、水島大宙、米澤円、生天目仁美ら声優陣も出演してのトークや朗読劇を実施。アニメ化の発表も行われた               |
| WHITE ALBUM2 CONCERT                             | 2013年11月24日            | 東京国際フォーラム        | 昼、夜の2回公演に分けて行われた、ピアノを含めた生楽器を導入したコンサート。夜公演の模様がBDで発売                                  |
| WHITE ALBUM2 学園祭 2018～LIVE & TALK～          | 2018年11月11日            | 日本教育会館 一ツ橋ホール | アーティストの他、米澤円、生天目仁美、水島大宙、夏樹リオ、小野涼子ら声優陣も出演してのトークや朗読劇を実施                         |
| WHITE ALBUM2 学園祭 2020～10th winter memories～ | 2020年2月29日予定から中止 | 日テレ らんらんホール     | アーティストの他、米澤円、生天目仁美、水島大宙、寺島拓篤、中上育実ら声優陣も出演予定だったが、新型コロナウイルス流行の影響で中止。 |
| WHITE ALBUM2 学園祭 2023 〜reunion〜             | 2023年12月16日            | ニューピアホール          | アーティストの他、米澤円、生天目仁美、水島大宙、夏樹リオ、小野涼子らが出演。                                                       |

## コンサートBD
2013年11月24日に開催された『WHITE ALBUM2 CONCERT』のBlu-ray disc化商品。初回限定盤には、一部楽曲の音源を収録したCD（SACDハイブリッド盤）と、特製ブックレットが付属。
| 巻         | 発売日        | 規格品番   |
| ---------- | ------------- | ---------- |
| 初回限定盤 | 2014年4月23日 | KIXM-91030 |
| 通常版     | 2014年4月23日 | KIXM-1030  |

## テレビアニメ
2013年4月7日に開催されたイベント『WHITE ALBUM2 SPECIAL ENCORE』にてアニメ化が発表され、2013年10月から12月まで放送された。Windows版ではなく、PlayStation 3版を原作とし、『introductory chapter』の内容をアニメ化。監督は『トータル・イクリプス』の安藤正臣が、キャラクターデザインは『戦姫絶唱シンフォギアG』の藤本さとるがそれぞれ担当。アニメーション制作は、原作でオープニングを担当したカオスプロジェクトからサテライトへ変更された。

### スタッフ（アニメ）
- 原作 - 「WHITE ALBUM2 幸せの向こう側」（AQUAPLUS）
- 監督 - 安藤正臣
- シリーズ構成・脚本 - 丸戸史明
- キャラクター原案 - なかむらたけし
- キャラクターデザイン・総作画監督 - 藤本さとる
- サブキャラクターデザイン・総作画監督 - 水上ろんど
- チーフディレクター - 沼田誠也
- 衣装デザイン - 大橋幸子
- 3Dセットデザイン - 森岡賢一
- 美術監督 - 田尻健一
- 色彩設計 - 篠原愛子
- 撮影監督 - 佐藤陽一郎
- 3Dディレクター - 秋元央
- 編集 - 定松剛
- 音響監督 - 明田川仁
- 音楽監督・選曲 - 下川直哉
- 音楽 - 小林俊太郎、アクアプラス
- エクゼクティブプロデューサー - 下川直哉、三嶋章夫、太田豊紀、木谷高明
- プロデューサー - 森井佑介
- アニメーションプロデューサー - 金子文雄、濱本悠光
- アニメーション制作 - サテライト
- 製作 - PROJECT W.A.2（キングレコード、アクアプラス、ドワンゴ、ブシロード）

### 主題歌（アニメ）
オープニングテーマ「届かない恋 '13」（第2話 - 第6話、第9話）
作詞 - 須谷尚子 / 作曲 - 石川真也 / 編曲 - 小林俊太郎 / 歌 - 上原れな
第1話、第7話、第8話、第10話 - 第13話はオープニング無し。
エンディングテーマ
「closing '13」（第2話）
作詞 - 下川直哉、須谷尚子 / 作曲 - 下川直哉 / 編曲 - 小林俊太郎 / 歌 - 上原れな
「さよならのこと」（第3話 - 第6話、第8話 - 第10話）
作詞・作曲 - 下川直哉 / 編曲 - 小林俊太郎 / 歌 - 上原れな
第13話では挿入歌として使用。
「Twinkle Snow '13」（第12話）
作詞 - 須谷尚子 / 作曲 - 松岡純也 / 編曲 - 小林俊太郎 / 歌 - 津田朱里
「届かない恋」Live at Campus Fes（TV anime ver.）（第13話）
作詞 - 北原春希 / 作曲・編曲 - 冬馬かずさ / 歌 - 小木曽雪菜

### 劇中歌
「WHITE ALBUM」（第1話、第2話）
作詞 - 森川由綺 / 作曲・編曲 - 緒方英二 / 歌 - 小木曽雪菜（米澤円）
「悪女」（第2話）
作詞・作曲 - 中島みゆき / 編曲 - 衣笠道雄 / 歌 - 小木曽雪菜（米澤円）
「ガラスの華」（第2話）
作詞 - 有里泉美 / 作曲・編曲 - 藤間仁（Elements Garden） / 歌 - 緒方理奈（水樹奈々）
「Free and Dream」（第7話）
作詞 - 須谷尚子 / 作曲 - 下川直哉 / 編曲 - 衣笠道雄 / 歌 - 上原れな、津田朱里
「WHITE ALBUM」Live at Campus Fes（TV anime ver.）（第7話）
作詞 - 森川由綺 / 作曲・編曲 - 緒方英二 / 歌 - 小木曽雪菜（米澤円）
「SOUND OF DESTINY」Live at Campus Fes（TV anime ver.）（第7話）
作詞 - 須谷尚子 / 作曲 - 中上和英 / 編曲 - 中上和英、松岡純也 / 歌 - 小木曽雪菜（米澤円）
「White Love」（第8話）
作詞・作曲 - 伊秩弘将 / 編曲 - 松岡純也 / 歌 - 小木曽雪菜（米澤円）
「After All 〜綴る想い〜 '13」（第10話、第11話はエンディングテーマに使用）
作詞 - 未海 / 作曲 - 石川真也 / 編曲 - 小林俊太郎 / 歌 - 上原れな
「POWDER SNOW」（第12話）
作詞 - 須谷尚子 / 作曲 - 下川直哉 / 編曲 - 衣笠道雄 / 歌 - 小木曽雪菜（米澤円）

### 各話リスト
| 話数 | サブタイトル                         | 絵コンテ       | 演出           | 作画監督                              | 総作画監督                                |
| ---- | ------------------------------------ | -------------- | -------------- | ------------------------------------- | ----------------------------------------- |
| #1   | WHITE ALBUM                          | 安藤正臣       | 安藤正臣       | 長坂寛治                              | 藤本さとる                                |
| #2   | 隣り合わせのピアノとギター           | 沼田誠也       | 井端義秀       | 杉村友和、池田広明 荒木裕             | 水上ろんど                                |
| #3   | 軽音楽同好会、再結成                 | 安藤正臣       | 飛田剛         | 田中知恵                              | 水上ろんど                                |
| #4   | SOUND OF DESTINY                     | 沼田誠也       | 久保山英一     | 伊藤篤志、臼田美男 阿部可奈子、池屋守 | 藤本さとる、水上ろんど                    |
| #5   | 触れあう心                           | ヤマトナオミチ | ヤマトナオミチ | 福士真由美、武内啓                    | 藤本さとる、水上ろんど                    |
| #6   | 祭りの前                             | 沼田誠也       | 松林唯人       | 田中知江、坂本俊太 長田好弘           | 塩川貴史                                  |
| #7   | 最高の、最後の日                     | 沼田誠也       | 沼田誠也       | 岩本里奈、吉田巧介                    | 沼田誠也                                  |
| #8   | やがて冬が始まって                   | 渡邊哲哉       | 飛田剛         | 坂本俊太、田中知江 長田好弘           | 水上ろんど                                |
| #9   | すれ違う心                           | 後藤圭二       | 畠山茂樹       | 熊田明子、出野喜則 鎌田均             | 藤本さとる                                |
| #10  | 雪が解け、そして雪が降るまで（前編） | 小野勝巳       | 安藤正臣       | 福士真由美、小田多恵子                | 塩川貴史、藤本悟                          |
| #11  | 雪が解け、そして雪が降るまで（後編） | ヤマトナオミチ | ヤマトナオミチ | 佐野陽子、石井ゆみこ                  | 水上ろんど、藤本さとる 塩川貴史           |
| #12  | 卒業                                 | 安田賢治       | 高橋おさむ     | 中原清隆、青山まさのり 鈴木奈都子     | 藤本さとる                                |
| #13  | 届かない恋                           | 安藤正臣       | 松林唯人       | 大橋幸子、坂本俊太 田中知江           | 藤本さとる、水上ろんど 塩川貴史、長田好弘 |

### 放送局
| 放送地域   | 放送局             | 放送期間                      | 放送日時           | 放送系列         | 備考                                 |
| ---------- | ------------------ | ----------------------------- | ------------------ | ---------------- | ------------------------------------ |
| 東京都     | TOKYO MX           | 2013年10月5日 - 12月28日      | 土曜 25:30 - 26:00 | 独立局           |                                      |
| 近畿広域圏 | 毎日放送           | 2013年10月7日 - 2014年1月6日  | 月曜 26:25 - 26:55 | TBS系列          |                                      |
| 愛知県     | テレビ愛知         | 2013年10月7日 - 2014年1月7日  | 月曜 26:35 - 27:05 | テレビ東京系列   | 最終回のみ火曜 27:35 - 28:05に放送。 |
| 日本全域   | ニコニコ生放送     | 2013年10月8日 - 12月31日      | 火曜 23:00 - 23:30 | ネット配信       |                                      |
| 日本全域   | ニコニコチャンネル | 2013年10月8日 - 12月31日      | 火曜 23:30 更新    | ネット配信       |                                      |
| 日本全域   | BS11               | 2013年10月9日 - 2014年1月1日  | 水曜 24:30 - 25:00 | BS放送           | ANIME+枠                             |
| 日本全域   | AT-X               | 2013年10月10日 - 2014年1月2日 | 木曜 22:00 - 22:30 | アニメ専門CS放送 | リピート放送あり                     |

### Blu-ray
| 巻 | 発売日         | 収録話          | 規格品番 |
| -- | -------------- | --------------- | -------- |
| 1  | 2013年12月25日 | 第1話 - 第2話   | KIXA-370 |
| 2  | 2014年1月29日  | 第3話 - 第4話   | KIXA-371 |
| 3  | 2014年2月26日  | 第5話 - 第6話   | KIXA-372 |
| 4  | 2014年3月26日  | 第7話 - 第8話   | KIXA-373 |
| 5  | 2014年4月23日  | 第9話 - 第10話  | KIXA-374 |
| 6  | 2014年5月28日  | 第11話 - 第13話 | KIXA-375 |